# Oxalis palmifrons
Oxalis palmifrons (лат.) — вид многолетних травянистых растений, рода Кислица (Oxalis), семейства Кисличные (Oxalidaceae), произрастающий на территории Капской провинции ЮАР.

## Название
Родовое латинское (научное) название oxalis происходит от др.-греч. ὀξύς, oxús, что означает «острый», «едкий» или «кислый». Растение широко используется в пищу из-за своего кислого вкуса, вызванного присутствием щавелевой кислоты.

## Описание

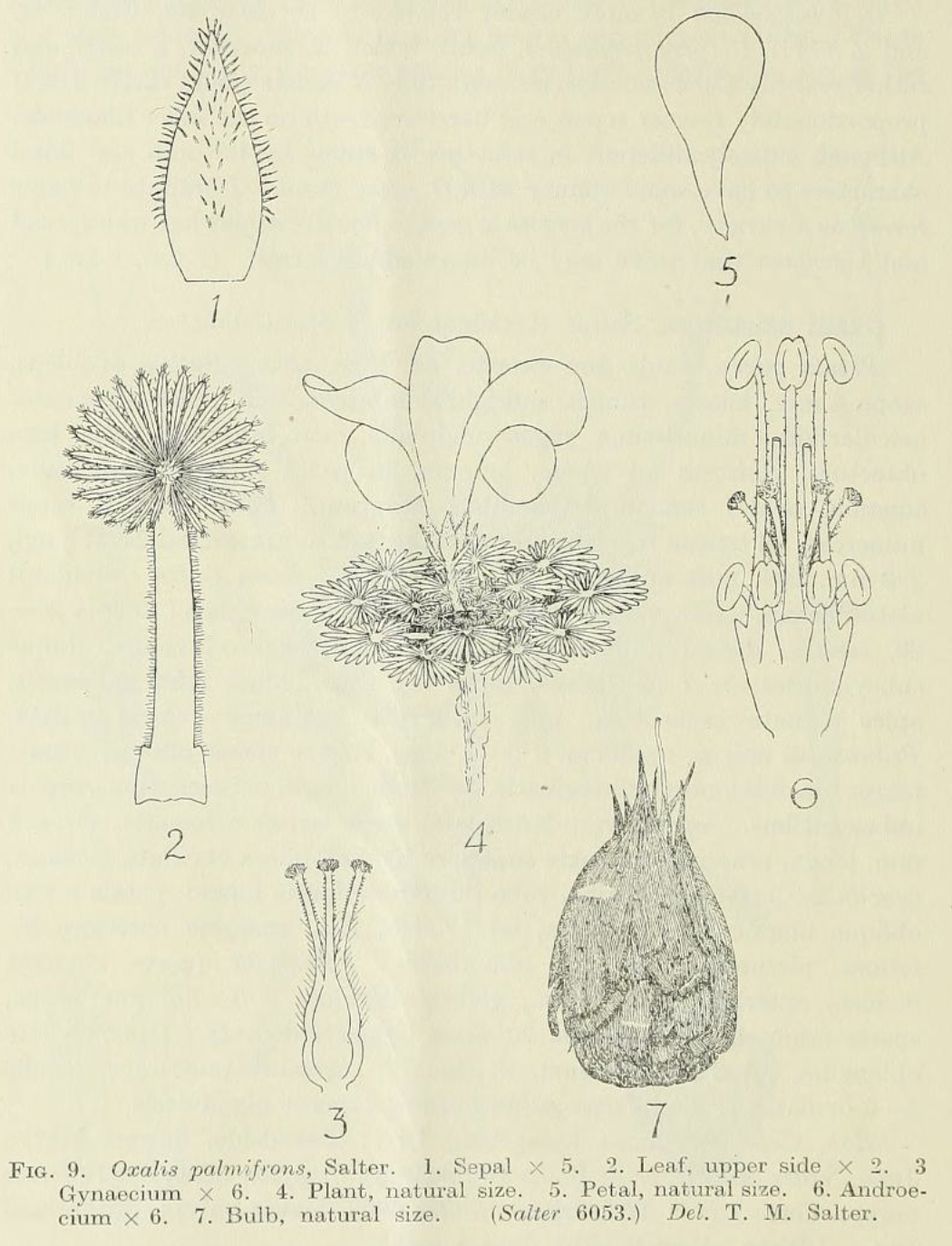
Ботаническая иллюстрация

Oxalis palmifrons — клубневой геофит. Растение без стебля, достигающее высоты до 4 см. Луковица имеет яйцевидную форму и часто залегает на глубине около 10 дюймов (приблизительно 25 см) в твердой глинистой почве, часто рядом с камнями; они могут быть уплощенными и деформированными. Туники луковицы достаточно жесткие, рыхлочерепчатые, с игольчатыми концами сверху, темно-коричневого цвета, мелко шероховатые и волнистые. Корневище длиной до 25 см, с толстой верхней частью. Листья растут в виде розетки, широко распространены, обычно в большом количестве; черешки листьев сжатые, до 2 см в длину и 2-3 мм в ширину, с крылатыми листовыми прилистниками ниже базального сочленения, которые становятся длиннее после цветения. Листья голые сверху, пушистые снизу, плотно покрытые ресничками; их 20-29, сидячие, пальчатые, продолговатые, полностью закрыты снаружи и, следовательно, имеют цилиндрическую форму, длиной 5-7 мм, голые сверху и пушистые снизу, с мелкими волосками на вершине и скрытой изогнутой ресничкой внутри.
Цветок одиночный, длиной 0,5-1,5 см, редко опушенный, с двумя опушенными чешуйчатыми прицветниками. Чашелистики имеют яйцевидно-ланцетную форму, часто слегка заостренные, примерно 6 мм в длину, волосистые и пушистые с гиалиновыми волосками, особенно в верхней части. Венчик длиной 2-3 см, белого цвета, с желтой воронковидной трубкой; листовые пластинки лепестков широко обратнояйцевидные, до 1,3 см в ширину, по внешнему краю снизу незначительно затемненные, немного длиннее суживающегося основания. Тычинки имеют нити длиной от 2,5 до 5 мм и более длинные нити длиной от 5,5 до 7,5 мм, редко покрытые мелкими железистыми волосками, с широкими укороченными зубцами. Завязь в верхней половине опушенная, с яйцевидной формой, с 2-3 камерами; столбики опушенные снизу и покрытые железистыми волосками сверху.

## Таксономия
Oxalis palmifrons T.M.Salter, первое упоминание в J. S. African Bot. 2: 161 (1936).

## Распространение
Oxalis palmifrons происходит из пустынных регионов Западного Карру в Южной Африке. В естественной среде обитания этот вид выживает в засушливых условиях, находясь в состоянии покоя во время жаркого сухого лета. Однако с приходом осени и возвращением дождей, он пробуждается из спячки и начинает расти на выжженной земле.